# Soyouz T-8
Pour les articles homonymes, voir T-8.
Soyouz T-8 est une mission spatiale soviétique.

## Équipage
Les nombres entre parenthèses indiquent le nombre de vols spatiaux effectués par chaque individu jusqu'à cette mission incluse.
- Vladimir Titov (1)
- Gennady Strekalov (2)
- Aleksandr Serebrov (2)
- Victor Savinykh (1) remplaçant
- Aleksandr Aleksandrov (0) remplaçant
- Vladimir Lyakhov (2) remplaçant

## Paramètres de la mission
- Masse: 6850 kg
- Périgée: 200 km
- Apogée: 230 km
- Inclinaison: 51.6°
- Période: 88.6 minutes

## Points importants
Soyouz T-8 s'envole en direction de la station spatiale Saliout 7 mais l'amarrage échoue. Après deux jours d'essais infructueux, il est décidé de désorbiter le vaisseau. Celui-ci atterrit normalement le 22 avril 1983.